# Stactobia fethiyensis
Stactobia fethiyensis är en nattsländeart som beskrevs av Füsun Sipahiler 1989. Stactobia fethiyensis ingår i släktet Stactobia och familjen smånattsländor. Inga underarter finns listade i Catalogue of Life.